# Folsomides angularis
Folsomides angularis är en urinsektsart som först beskrevs av Axelson 1905.  Folsomides angularis ingår i släktet Folsomides och familjen Isotomidae. Arten är reproducerande i Sverige. Inga underarter finns listade i Catalogue of Life.